# Winston Royal
Winston Royal (San Pedro de Macorís, 25 agosto 1957) è un ex cestista dominicano.

## Carriera
Con la Rep. Dominicana ha disputato i Campionati del mondo del 1978, i Campionati americani del 1984 e due edizioni dei Giochi panamericani (San Juan 1979, Caracas 1983).